# Roland Hug
Roland Hug (* 9. Januar 1936 in La Chaux-de-Fonds; † 29. Januar 2019) ebenda war ein Schweizer Jazzmusiker (Trompete).

## Leben und Wirken
Roland Hug begann als Autodidakt, inspiriert vom Spiel Louis Armstrongs, Jazztrompete zu spielen. Erste Aufnahmen entstanden 1954, als er mit Raymond Droz und Pierre Favre am Amateur-Festival Zürich auftrat. Hug war hauptberuflich Vermessungstechniker und zog aus der Heimatregion Neuenburg nach Paris. Dort spielte er mit Sidney Bechet, mit dem er zwei Jahre lang tourte und machte mit André Réwéliotty Aufnahmen. Als Bechet 1959 starb, schloss sich Hug der Gruppe von Claude Luter an, einem weiteren Klarinettisten und Sopransaxophonisten, der im Zuge des Dixieland-Revivals erfolgreich war. Als Vertreter des Hot Jazz spielte er in den folgenden Jahren in verschiedenen Formationen, u. a. mit The Dixie Come Backs, The Swiss Dixieland Jazzmen und in der Jacky Milliet Jazz Band. Er arbeitete auch mit Nino Ferrer, Stéphane Guérault, Stéphane Grappelli und Michel Legrand. Im Bereich des Jazz war er laut Tom Lord zwischen 1954 und 1999 an 15 Aufnahmesessions beteiligt, zuletzt bei einem Auftritt in Neuenburg mit den New-Orleans All-Stars (Live at »FestiJazz«).

## Diskographische Hinweise
- Sidney Bechet: En Concert avec Europe 1 (RTE, 1957–58, ed. 1993)
- Jacky Milliet Jazz Band Featuring Carrie Smith (Evasion, um 1980)
- Jacky Milliet Jazz Band Featuring Ralph Sutton (Vogue, 1982)
- Roland Hug New Orleans All Stars Vol. 1 (Maunoir, 1989), mit Alex Zahler, Heinz Güntlisberger, Claude Joly, Roland Gall, Mike Thevenoz